# Scolomus viridis
Scolomus viridis är en stekelart som beskrevs av Henry Keith Townes, Jr. 1950. Scolomus viridis ingår i släktet Scolomus och familjen brokparasitsteklar. Inga underarter finns listade i Catalogue of Life.